# Голям пожар в Лондон (1666)
Големият пожар в Лондон или Големият лондонски пожар (на английски: Great Fire of London) трае 4 дни – от 2 до 5 септември 1666 г.
Огнената стихия се разпростира из града, заплашвайки аристократичния квартал Уестминстър (съвременния Уест Енд), двореца Уайтхол и повечето от крайградски квартали, но е потушен, преди да стигне до тях. Пожарът изпепелява 13 500 къщи, 87 енорийски църкви (включително катедралата „Свети Павел“) и по-голямата част от правителствените сгради. Смята се, че пожарът е лишил от подслон 70 хиляди души, при население на централната част на Лондон по това време от 80 хиляди души. Броят на загиналите не е известен, защото са липсвали регистри за жителите на Централен Лондон, а и много от жертвите са били изпепелени от огъня, оставяйки неразпознаваеми останки.
Големият пожар започва малко след полунощ в пекарната на Томас Фаринор на Pudding Lane на 2 септември, неделя. Той бързо се разпростира из центъра на Лондон. Вятърът бързо разпростира огъня, дошъл от пекарната и в понеделник той достига центъра на града. Редът е нарушен, носят се слухове, че подозрителни чужденци са виновници за опустошителната стихия. Във вторник пожарът се разпростира из по-голямата част от града, успявайки да унищожи катедралата на свети Павел. Битката с огъня била спечелена поради два фактора – спрелите силни източни ветрове и гарнизона на Тауър, които използвали основната противопожарна техника по онова време: чрез барут, за събаряне на околни постройки за създаване на ефективни противопожарни огнища, спирайки по този начин по-нататъшното разпространение на изток.

## Съпътстващи събития
Разразилият се пожар успява да тушира друго нещастно събитие в историята на Лондон – голямата лондонска чумна епидемия, върлувала в града през 1656-1666 г.